# بوستوينا
بوستوينا (بالإنجليزية: Postojna)‏ هي مستوطنة تقع في سلوفينيا في Inner Carniola. يقدر عدد سكانها بـ 9,189 نسمة ومساحتها 33.3 كم2 وترتفع عن سطح البحر 556.4 متر.

## المناخ
يظهر الجدول التالي التغييرات المناخية على مدار السنة لبوستوينا:
| البيانات المناخية لـبوستوينا      | البيانات المناخية لـبوستوينا | البيانات المناخية لـبوستوينا | البيانات المناخية لـبوستوينا | البيانات المناخية لـبوستوينا | البيانات المناخية لـبوستوينا | البيانات المناخية لـبوستوينا | البيانات المناخية لـبوستوينا | البيانات المناخية لـبوستوينا | البيانات المناخية لـبوستوينا | البيانات المناخية لـبوستوينا | البيانات المناخية لـبوستوينا | البيانات المناخية لـبوستوينا | البيانات المناخية لـبوستوينا |
| الشهر                             | يناير                        | فبراير                       | مارس                         | أبريل                        | مايو                         | يونيو                        | يوليو                        | أغسطس                        | سبتمبر                       | أكتوبر                       | نوفمبر                       | ديسمبر                       | المعدل السنوي                |
| --------------------------------- | ---------------------------- | ---------------------------- | ---------------------------- | ---------------------------- | ---------------------------- | ---------------------------- | ---------------------------- | ---------------------------- | ---------------------------- | ---------------------------- | ---------------------------- | ---------------------------- | ---------------------------- |
| متوسط درجة الحرارة الكبرى °م (°ف) | 2 (36)                       | 4 (40)                       | 8 (47)                       | 13 (55)                      | 18 (64)                      | 22 (71)                      | 24 (76)                      | 24 (75)                      | 20 (68)                      | 14 (57)                      | 7 (45)                       | 4 (39)                       | 13 (56)                      |
| متوسط درجة الحرارة الصغرى °م (°ف) | −5 (23)                      | −4 (25)                      | −1 (30)                      | 3 (37)                       | 7 (44)                       | 10 (50)                      | 11 (52)                      | 11 (52)                      | 8 (47)                       | 4 (40)                       | 1 (34)                       | −2 (28)                      | 4 (39)                       |
| الهطول مم (إنش)                   | 110 (4.2)                    | 86 (3.4)                     | 140 (5.5)                    | 130 (5.3)                    | 200 (7.7)                    | 150 (6.1)                    | 130 (5)                      | 150 (6.1)                    | 190 (7.4)                    | 210 (8.2)                    | 210 (8.2)                    | 130 (5)                      | 1٬830 (72.1)                 |
| المصدر: Weatherbase               |                              |                              |                              |                              |                              |                              |                              |                              |                              |                              |                              |                              |                              |

## أعلام
- آرثر ستراسير
- بوروت باهور
- كريستيان كورين
- ماتيك ريبيك
- ميتيا نيكوليتش